# Jerry Hall
Jerry Faye Hall (* 2. července 1956 Gonzales) je americká modelka a herečka. S modelingem začala v sedmdesátých letech 20. století a stala se jednou z nejvyhledávanějších modelek na světě. Později se věnovala herectví.
Byla dlouholetou partnerkou rockera a frontmana skupiny Rolling Stones Micka Jaggera, se kterým má čtyři děti. V lednu 2016 se zasnoubila s mediálním magnátem a miliardářem Rupertem Murdochem a v březnu se stala jeho čtvrtou manželkou. V roce 2022 se rozvedli.

## Mládí a studia
Jerry Hall se narodila v Gonzales v Texasu. Její předkové pochází z Anglie, Irska a Nizozemska[4]. Má sestru dvojče Terry, která se stala realitní makléřkou, a tři starší sestry. Jedna z nich, Rosy Hall, byla jednou z prvních roztleskávaček týmu amerického fotbalu Dallas Cowboys.
Vyrůstala na předměstí Dallasu Mesquite. V 16 letech absolvovala střední školu North Mesquite High School. Během studia na střední škole navštěvovala také kurzy lukostřelby, tenisu a gymnastiky na Eastfield College. Mluví plynně francouzsky.

## Profesní život

### Modeling
Jerry Hall objevil módní agent, když se se svou sestrou Terry opalovaly na francouzské Riviéře na pláži v Saint-Tropez. Následně se přestěhovala do Paříže, kde bydlela společně se zpěvačkou Grace Jones a Jessicou Lange, které se v té době také věnovaly modelingu. Kariéru modelky zahájila jako mořská panna na obalu alba Siren (1975) skupiny Roxy Music.
Do roku 1977 se objevila na 40 obálkách časopisů včetně italského Vogue a Cosmopolitanu. Její honoráře za modeling přesahovaly 1 000 dolarů denně.   Díky svým dlouhým blond vlasům a výšce 180 cm se rychle stala jednou z tehdejších nejviditelnějších a nejfotografovanějších modelek. Pracovala jako modelka pro Andyho Warhola a byla také múzou umělců Francesca Clementeho, Eda Ruschy a Luciana Freuda.
Po rozchodu s Mickem Jaggerem v roce 1999 se jí podařilo vrátit do světa modelingu a stala se tváří značky Chanel. V roce 2016 jí Fashion Group International Dallas udělila cenu za celoživotní dílo od.

### Herecká kariéra
Hall se objevila ve filmech Urban Cowboy (1980) a Batman (1989) režiséra Tima Burtona. Na divadelním jevišti debutovala v červenci 1988 rolí Cherie v obnovené hře Bus Stop v rámci letní přehlídky Theaterfest na Montclairské státní univerzitě. Ve filmové adaptaci ztvárnila tuto roli Marilyn Monroe. V roce 1990 si Hall stejnou roli zopakovala při svém debutu v Lyric Theatre v londýnském West Endu. V témže roce se připojila k mnoha dalším hostům na velkolepém představení Rogera Waterse The Wall v Berlíně.

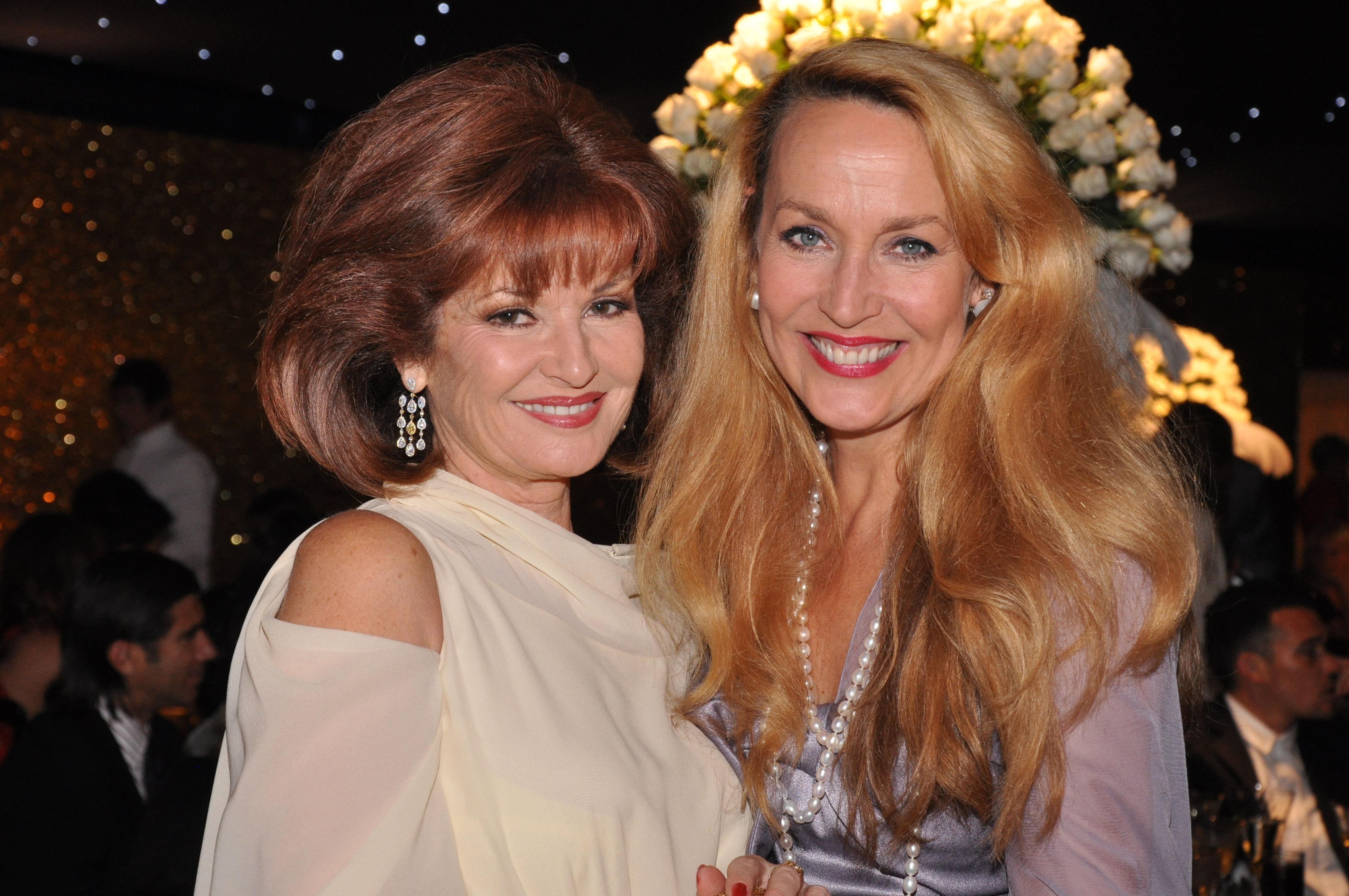
Stephanie Beacham a Jerry Hall v roce 2009

V britském televizním pořadu Cluedo z roku 1993 a v televizním seriálu Detektivové si zahrála roli slečny Scarlett. Na začátku roku 2000 se objevila jako paní Robinsonová v broadwayské inscenaci hry The Graduate. V dokumentárním filmu Being Mick (2001) hrála sama sebe. V roce 2002 účinkovala ve hře Picassovy ženy v Brightonu.
V únoru 2004 získala Guinnessův rekord za největší počet hudebních vystoupení během jediného večera, v londýnském West Endu vystoupila v šesti představeních před 9 124 diváky. V roce 2007 hostovala v britském televizním pořadu Hotel Babylon. Objevila se také v komediálním seriálu BBC French and Saunders.
V roce 2010 vydala svou autobiografii Jerry Hall: My Life in Pictures (Můj život v obrazech). V roce 2012 se účastníla desáté řady britské taneční show Strictly Come Dancing (StarDance …když hvězdy tančí).
V roce 2014 vystoupila na festivalu Glastonbury. Napsala hudbu a texty k původní country hudbě.

## Osobní život
Hall začala v roce 1975 chodit s hudebníkem Bryanem Ferrym, ale v roce 1977 ho kvůli Micku Jaggerovi opustila. Mají spolu čtyři děti Elizabeth Scarlett (* 1984), Jamese Leroy (* 1985), Georgiu May (* 1992) a Gabriela Lukea (* 1997). Žili v Richmond Hill v hrabství Surrey v domě, který Jagger koupil na počátku devadesátých let 20. století. Jagger a Hall absolvovali 21. listopadu 1990 na Bali v Indonésii hinduistický svatební obřad. V srpnu 1999 se rozešli a údajný sňatek byl prohlášen Nejvyšším soudem Anglie a Walesu za neplatný s tím, že „manželství“ nebylo právně platné ani podle indonéského ani anglického práva. Po rozchodu začala Hall nový život. Studovala humanitní vědy na univerzitě, měla vlastní televizní show a vrátila se do světa modelingu.
V roce 2010 prodala prostřednictvím aukční síně Sotheby's svou sbírku umění. Dne 4. března 2016 se provdala za mediálního obchodního magnáta Ruperta Murdocha, osm týdnů poté, co oznámili své zasnoubení v Murdochových novinách The Times. V červenci 2022 podala Hall žádost o rozvod s odvoláním na nesmiřitelné rozdíly. Rozvedeni byli v srpnu 2022, ale zůstali přáteli.
Hall i všechny čtyři děti trpí dyslexií.